# Lundbytorp
Lundbytorp est un cultivar de pommier domestique.

## Parenté
Descendants:
- Delbard Jubilé delgollune

## Pollinisation
Groupe de floraison: C.